# Veilid
Veilid ist ein Peer-to-Peer-Netzwerk und ein Anwendungs-Framework, das am 11. August 2023 an der DEFCON 31 vom Cult of the Dead Cow veröffentlicht wurde.  Geschrieben in Rust, läuft es auf Linux, macOS, Windows, Android, iOS, und im Browser als WebAssembly (WASM). VeilidChat ist eine sichere Messaging-App, die auf Veilid aufbaut.
Veilid nimmt Anleihen sowohl vom anonymisierenden Router von Tor als auch vom InterPlanetary File System (IPFS), um eine verschlüsselte Peer-to-Peer Verbindung mit einem 256-bit public key als die einzig verfügbare ID anzubieten. Selbst Details wie die IP-Adresse werden verborgen.